# 250374 Jírovec
250374 Jírovec è un asteroide della fascia principale. Scoperto nel 2003, presenta un'orbita caratterizzata da un semiasse maggiore pari a 2,3187646 UA e da un'eccentricità di 0,1644353, inclinata di 3,64033° rispetto all'eclittica.